# Gustav Eschborn
Gustav Eschborn (* 20. April 1824 in Düsseldorf; † 18. Dezember 1902 in Heidelberg; katholisch) war ein deutscher Verwaltungsjurist im Großherzogtum Baden.

## Leben
Gustav Eschborn besuchte die Höhere Bürgerschule Wertheim, wo er im Oktober 1842 das Abitur ablegte. Er studierte ab dem Wintersemester 1842/43 an der Rheinischen Friedrich-Wilhelms-Universität Bonn und ab dem Sommersemester 1845 an der Ruprecht-Karls-Universität Heidelberg Rechtswissenschaft. In Bonn gehörte er zu den Stiftern der Landsmannschaft Teutonia, die 1875 Corps wurde. Nach der Wiederholung des ersten Staatsexamens wurde er zum 9. Dezember 1848 Aktuar bei der Justizverwaltung im Bezirksamt Emmendingen und danach ab dem 12. August 1851 Praktikant im Sekretariat der Regierung des Oberrheinkreises in Freiburg. Zum 4. August 1852 wurde er versetzt in das Sekretariat des Ministeriums des Innern und wurde ab dem 6. Juli 1854 Referendar unter Erlassung der seit 1853 notwendigen zweiten Staatsprüfung.
Weitere Stationen seines beruflichen Werdegangs:
- 31. Juli 1857 Amtsrichter beim Amtsgericht Stühlingen
- 28. Januar 1859 Amtmann und zweiter Beamter beim Stadtamt Freiburg
- 19. Dezember 1861 Amtmann beim Oberamt Heidelberg
- 19. Mai 1862 Amtsvorstand beim Bezirksamt Philippsburg
- 15. Juli 1864 Amtsvorstand beim Bezirksamt Jestetten und dort am 24. Dezember 1864 zum Oberamtmann befördert
- 6. Dezember 1867 Amtsvorstand beim Bezirksamt Radolfzell
- 6. April 1872 Amtsvorstand beim Bezirksamt Säckingen
- 24. Januar 1877 zweiter Beamter beim Bezirksamt Karlsruhe
- 9. Juni 1883 Amtsvorstand beim Bezirksamt Schwetzingen
- 24. April 1889 zum Geheimen Regierungsrat ernannt
- 1. Oktober 1894 in den Ruhestand versetzt

## Auszeichnungen
- 1881 Ritterkreuz 1. Klasse des Ordens vom Zähringer Löwen
- 1892 Eichenlaub zum Zähringer Löwenorden